# Spoorlijn 240
Spoorlijn 240 was een Belgische industrielijn in de stad La Louvière en een aftakking van spoorlijn 112 (Marchienne-au-Pont - La Louvière-Centrum) bij station Haine-Saint-Pierre. De lijn liep naar de Verreries van Haine-Saint-Pierre en de werkplaatsen van Baume & Marpent en was 0,9 km lang. De lijn vormde een reststuk van de in 1874 gesloten spoorlijn 183.

## Aansluitingen
In de volgende plaats was er een aansluiting op de volgende spoorlijn:
Haine-Saint-Pierre
Spoorlijn 112 tussen Marchienne-au-Pont en La Louvière-Centrum